# 蒙泰尼亚克-圣伊波利特
蒙泰尼亚克-圣伊波利特（法語：Montaignac-Saint-Hippolyte，法語發音：[mɔ̃tɛɲak sɛ̃.t‿ipɔlit]）是法国科雷兹省的一个旧市镇，位于该省中部略偏东，属于蒂勒区。2022年，蒙泰尼亚克-圣伊波利特与市镇勒雅尔丹合并为新市镇杜斯特尔河畔蒙泰尼亚克，蒙泰尼亚克-圣伊波利特为新市镇行政中心。

## 地理
蒙泰尼亚克-圣伊波利特（45°21'14"N, 1°58'44"E）面积20.47 平方千米，位于法国新阿基坦大区科雷兹省，该省份为法国中南部省份，北起上维埃纳省和克勒兹省，西接多爾多涅省，南至洛特省，东临多姆山省和康塔爾省。
与蒙泰尼亚克-圣伊波利特接壤的市镇（或旧市镇、城区）包括：尚帕尼亚克-拉诺阿耶、沙佩勒斯皮纳斯、埃兰、勒雅尔丹、罗西耶代格勒通、圣伊莱尔富瓦萨克。

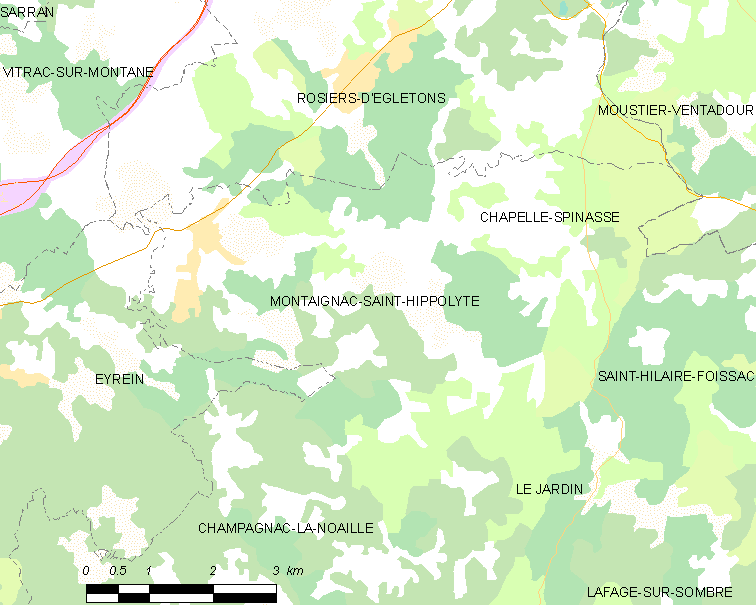
蒙泰尼亚克-圣伊波利特的OSM定位图

蒙泰尼亚克-圣伊波利特的时区为UTC+01:00、UTC+02:00（夏令时）。

## 行政
蒙泰尼亚克-圣伊波利特的邮政编码为19300，INSEE市镇编码为19143。

## 政治
蒙泰尼亚克-圣伊波利特所属的省级选区为埃格勒通县。

## 人口

1962-2008年间蒙泰尼亚克-圣伊波利特人口变化图示

蒙泰尼亚克-圣伊波利特于2018年1月1日时的人口数量为589人。